# Gabriel Bouquier
Gabriel Bouquier est un artiste peintre et poète avant de devenir un homme politique français né le 10 novembre 1739 à Terrasson-Lavilledieu (Dordogne) et décédé le 6 octobre 1810 au même lieu.

## Biographie
Gabriel Bouquier est le fils de Guillaume Bouquier, commissaire de l'Intendance de Guyenne à Terrasson, et de Pétronille Teilhet, mariés le 5 février 1739 dans l'église Saint-Sulpice du Bugue, petit-fils de Gabriel Bouquier, bourgeois-marchand de Terrasson, propriétaire du domaine de Teyssenat, près de Terrasson.
Il a fait ses études au collège des jésuites de Brive. Il voyage dans la région et se passionne pour l'art religieux. Il a été formé à la peinture en province. Il se rend à Paris pour le Salon de 1765 où il découvre l'art d'après nature et y séjourne quelque temps puis revient dans sa ville natale. Il vit à Terrasson jusqu'en 1768, fait de nouveau un court séjour parisien et revient à Terrasson où il peint des portraits, fait des dessins de paysage, jusqu'en 1770. C'est à lui que l'on doit le premier plan de la grotte de Rouffignac.
Il quitte Terrasson à la suite de démêlés sentimentaux et monte à Paris pour participer à la vie artistique de la capitale en 1772. Il y rencontre le peintre Jean-Baptiste Greuze, le comte de Caylus, se perfectionne auprès de son ami le peintre-restaurateur Jean-Baptiste Jeanteau. Il fait un voyage de formation en Italie, entre 1776 et 1779. Il s'installe à Bologne puis à Rome. À son retour en France il se marie en 1780 avec Mlle Teillard de la Chapelle. En 1787 , il est reçu à l'Académie de peinture de Bordeaux. À cette occasion, il compose un poème Le charme de la peinture
Il est nommé en 1787 subdélégué de l'Intendance de Guyenne. Il est chargé de rédiger le « cahier des plaintes, doléances et remontrances des habitants du Tiers-État du lieu et paroisse de Terrasson, formant 393 feux », rédigé le 8 mars 1789. Il représente le tiers-état de Terrasson avec M. de Saint-Exupéry de Fraysse
Il a été le second à la Montagne en tant que président du club des Jacobins. Il a été élu député de la Dordogne à la Convention. Il a voté la mort de Louis XVI. 
Il a été secrétaire de la Convention nationale le 5 janvier 1794, membre et plusieurs fois rapporteur du Comité d'Instruction publique. Il a fait voter un plan sur l'enseignement public, qui a abouti à la loi Bouquier, votée le 19 décembre 1793 (29 frimaire an II) et promulguée le 25 décembre 1793 (5 nivôse an II). Cette loi, qui a été appliquée jusqu'à l'été 1794, met en place pour la première fois en France une école publique, gratuite et obligatoire, pour les filles et les garçons.
Un des derniers décrets qu'il a fait voter le 24 juin 1794 concerne la restauration des tableaux du Museum national.
Il a composé en collaboration avec Pierre-Louis Moline une pièce dramatique en cinq actes et en vers nommée La réunion du dix août ou L'inauguration de la république française représentée le 5 avril 1794 à l'Opéra national, aux frais de la République.
Il rejoint son Périgord natal après le 9 thermidor et s'est retiré sur ses terres et a renié ses idées révolutionnaires. Il est nommé juge de paix. Pendant le Consulat et le Premier Empire il va s'intéresser à la religion catholique et composer des œuvres poétiques apologétiques : La Mort d'Abel, L'Élévation de la sainte Hostie, Hymne à l'Éternel.

## Famille
Sa fille Françoise-Zénobie Bouquier, dernière survivante des trois enfants de Gabriel Bouquier est décédée à Terrasson le 26 février 1866. Elle a légué sa fortune à l'Assistance publique de Paris ainsi que les archives de son père. L'ensemble sera vendu aux enchères, l'administration se réservant 9 volumes manuscrits constituant le fonds Bouquier.

## Dessins et peintures
Le Musée d'art et d'archéologie du Périgord possède 254 dessins de Gabriel Bouquier représentant les vestiges de Rome et de son voyage en Italie, ainsi que des manuscrits originaux provenant de leur achat par Edouard Galy à Terrasson, en 1866. Le legs du marquis de Saint-Astier, en 1891, a permis d'enrichir le musée de l'autoportrait de Gabriel Bouquier.

## Publications
- Gabriel Bouquier, Épître à monsieur Vernet peintre du roi membre de l'académie royale de peinture et sculpture, manuscrit, 1773 (lire en ligne)
- Gabriel Bouquier, Opinion dans le procès du roi, 1792
- Gabriel Bouquier, député de la Dordogne à la Convention nationale, Épître aux sans-culottes, De l'imprimerie du républicain, Paris, An II de la République française (lire en ligne)
- Gabriel Bouquier, Épître à la Société des amis de la liberté et de l'égalité, séante aux ci-devant Jacobins, à Paris, Imprimerie nationale, Paris, 1793 Omprimerie nationale, Paris (lire en ligne)
- Gabriel Bouquier, Hymne à la Liberté (lire en ligne)
- Gabriel Bouquier, Pierre-Louis Moline, La réunion du dix août ou L'inauguration de la république française, sanculotide dramatique ; en cinq actes et en vers, mêlés de déclamations, chants, danses et évolutions militaires au peuple souverain, chez R. Vatar, Paris, An II de la République française (lire en ligne)
- Convention nationale. Rapport et projet de décret, relatifs à la restauration des Tableaux et autres monumens des arts, formant la collection du Muséum national, par Gabriel Bouquier, au nom du comité d'instruction publique, imprimés par ordre de la Convention nationale. 6 messidor (24 juin 1794)
- Thomas Lindet, président de la commission des Arts, Gabriel Bouquier, président du comité d'Instruction publique, Noël-Gabriel-Luce Villar et Jacques-Michel Coupé, secrétaires, Instruction Sur la manière d'inventorier et de conserver, dans toute l'étendue de la République, tous les objets qui peuvent servir aux arts, aux sciences et à l'enseignement, : proposée par la Commission temporaire des Arts, et adoptée par le Comité d'Instruction publique de la Convention nationale, Imprimerie nationale, Paris, An II de la République française (lire en ligne)
- Convention nationale. Rapport et projet de décret sur le dernier degré d'instruction, par Gabriel Bouquier, présentés au nom du Comité d'instruction publique, le 24 germinal an II (13 avril 1794), imprimé par ordre de la Convention nationale, Imprimerie nationale
- Convention nationale. Rapport et projet de décret du 21 frimaire an III (11 décembre 1794) formant un plan général d'instruction publique, par Gabriel Bouquier, membre de la Convention nationale et du comité d'instruction. Imprimés par ordre du comité, Imprimerie nationale

## Sources
- « Gabriel Bouquier », dans Adolphe Robert et Gaston Cougny, Dictionnaire des parlementaires français, Edgar Bourloton, 1889-1891 [détail de l’édition]